# 고양력장치

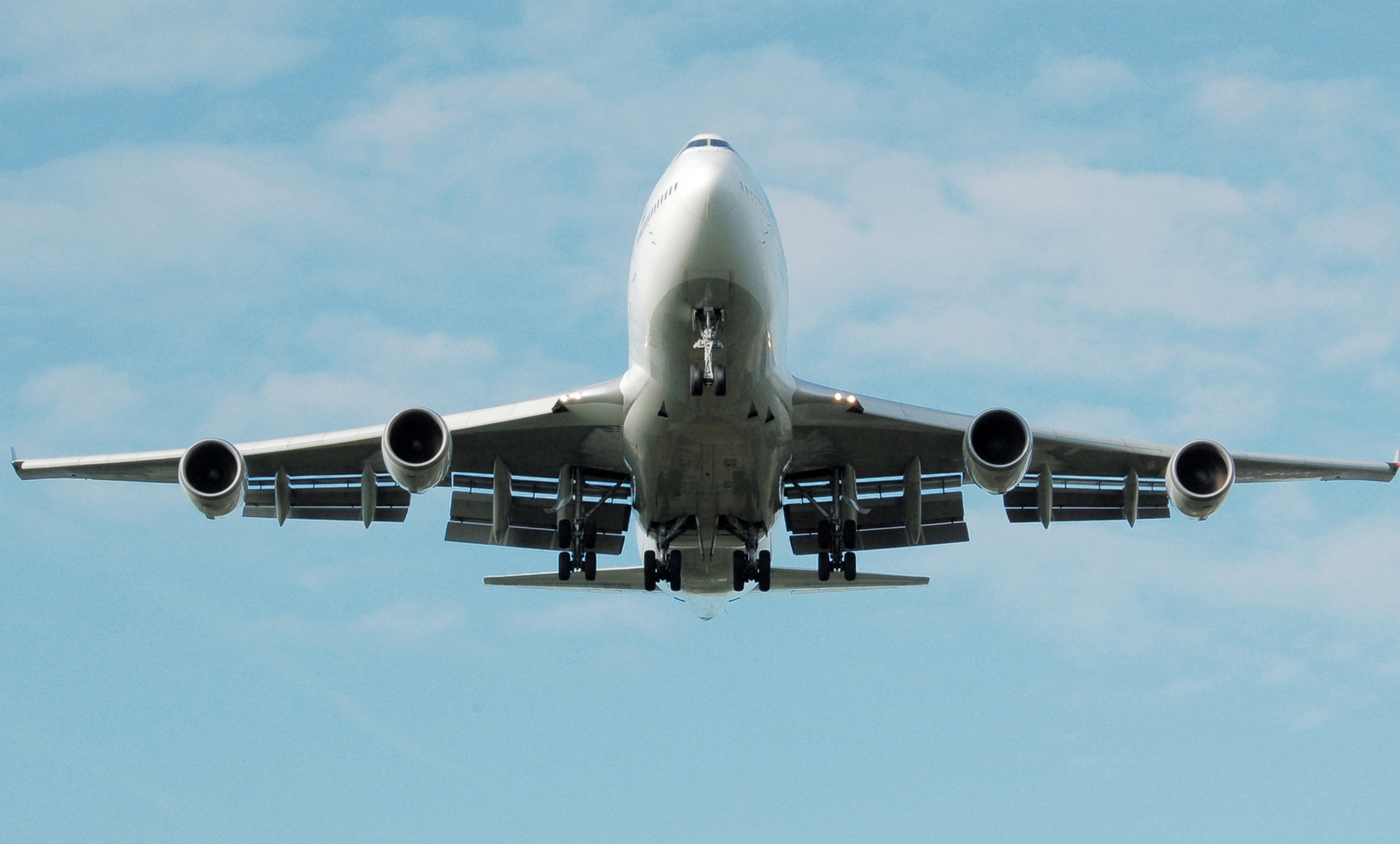
영국 런던 히드로에 도착하는 에어 뉴질랜드 보잉 747-400(ZK-SUH)의 고양력 장치. 3개의 슬롯이 있는 뒷전 플랩이 잘 표시되고 앞쪽 가장자리의 크루거 플랩도 보인다.

고양력장치(high-lift device)는 항공기 설계 및 항공우주공학에서 날개에서 생성되는 양력의 양을 증가시키는 항공기 날개의 부품 또는 메커니즘이다. 이 장치는 고정된 부품일 수도 있고 필요할 때 배치되는 이동식 구조일 수도 있다. 일반적인 이동식 고양력 장치에는 날개 플랩과 슬랫이 포함된다. 고정 장치에는 앞쪽 슬롯, 앞쪽 가장자리 루트 확장 및 경계층 제어 시스템이 포함된다.

## 목적
고정 날개의 크기와 리프팅 용량은 다양한 요구 사항을 고려하여 선택된다. 예를 들어, 날개가 클수록 더 많은 양력을 제공하고 이착륙에 필요한 거리와 속도가 줄어들지만 항력이 증가하여 비행 중 순항하는 동안 성능이 저하된다. 현대 여객기 날개 설계는 항공기가 비행 시간의 대부분을 보내는 곳인 순항 비행 동안의 속도와 효율성에 최적화되어 있다. 고양력 장치는 이착륙 시 양력을 추가하고, 항공기를 안전하게 착륙시키는 데 필요한 거리와 속도를 줄이고, 비행 중에 보다 효율적인 날개를 사용할 수 있도록 함으로써 이러한 설계 상충관계를 보완한다. 예를 들어 보잉 747-400의 고양력 장치는 날개 면적을 21% 늘리고 생성되는 양력을 90% 늘린다.